# Szołomyń
Szołomyń (do 1992 roku Szołomyja) – wieś na Ukrainie, w obwodzie lwowskim, w rejonie lwowskim (wcześniej w rejonie pustomyckim). Obok wsi przebiega ukraińska droga krajowa N09.
W czerwcu 1944 roku wieś została spalona przez oddziały Armii Krajowej w odwecie za zbrodnie OUN-UPA na Polakach.